# San José (volcan)
Pour les articles homonymes, voir San José.
Le San José est un volcan des Andes centrales d'Argentine (province de Mendoza, Tunuyán) et du Chili (Région métropolitaine de Santiago).

## Géographie
Il est situé à 40 kilomètres au sud du volcan Tupungato, à quelque 80 kilomètres à l'est-sud-est de Santiago du Chili, et à 80 kilomètres à l'ouest de la ville argentine de San Carlos.
Son altitude est de 5 856 mètres (sommet sud-oriental) et 5 820 mètres (sommet sud-occidental).
Le volcan comporte plusieurs sommets secondaires. La première ascension du sommet nord du San José date de l'année 1920 (5 740 mètres). C'est en 1931, qu'Otto Pfnninger et Sebastián Krückel surmontèrent le sommet principal (sommet sud-est). Ils furent surpris de découvrir l'importance du cratère et des glaciers qui occupaient l'intérieur de ce dernier.
À 3 130 mètres d'altitude se trouve le refuge refugio Plantat, qui fut édifié en par Enrique Plantat en 1937, utilisant les plans d'un refuge déjà existant dans les Alpes. Au début, il était pourvu d'eau potable et de chauffage ainsi que d'autres commodités, mais il s'est dégradé faute d'entretien.
Lorsqu'on aborde le volcan du côté chilien, près de la localité de San Gabriel, il surprend par son énorme taille et contribue à impressionner les touristes.